# Sendeturm Cholfirst
Der Sendeturm Cholfirst ist ein 96 Meter hoher freistehender Stahlfachwerkturm auf dem 570 Meter hohen Cholfirst bei Flurlingen (südlich von Schaffhausen) in der Schweiz.

Der Sendeturm Cholfirst wurde 1973 von der PTT errichtet, nachdem drei Jahre lang in der Nähe in 40 Meter Höhe ein experimenteller Fernsehsender auf Kanal 47 betrieben wurde. Der Bau kostete 7 Millionen Schweizer Franken. Auf Bitte der Gemeinde Flurlingen wurde er mit einer Aussichtsplattform in 42 Meter Höhe versehen. Die anfallenden Mehrkosten wurden von der PTT übernommen.

## Aussichtsplattform
Die Aussichtsplattform auf 42 Meter Höhe ist über eine aussen am Turmkern angebrachte Wendeltreppe über 191 Stufen erreichbar.
Richtung Nordwesten kann man Neuhausen am Rheinfall sehen, im Norden grosse Teile von Schaffhausen und Feuerthalen, gegen Nordosten die deutsche Exklave Büsingen am Hochrhein und im Süden das ganze Alpenpanorama. Ansonsten sind vor allem die Wälder rund um den Cholfirstturm zu sehen.

## Frequenzen und Programme

### Analoger Hörfunk (UKW)
In UKW werden folgende Programme ausgestrahlt:
| Frequenz (MHz) | Programm    | Senderlogo | RDS PS   | RDS PI | Regionalisierung | ERP (kW) | Antennendiagramm rund (ND)/gerichtet (D) | Polarisation horizontal (H)/vertikal (V) |
| -------------- | ----------- | ---------- | -------- | ------ | ---------------- | -------- | ---------------------------------------- | ---------------------------------------- |
| 91,5           | Radio Munot |            | MUNOT___ | 4F0C   | –                | 0,5      | ND                                       | V                                        |
| 103,3          | Radio Top   |            | __TOP___ | 4330   | St. Gallen       | 0,2      | D (120–220°)                             | V                                        |

Bis zur UKW-Abschaltung am 1. Januar 2025 wurde folgende Programme der SRG ausgestrahlt:
| Frequenz (MHz) | Programm           | Senderlogo | RDS PS            | RDS PI                | Regionalisierung    | ERP (kW) | Antennendiagramm rund (ND)/gerichtet (D) | Polarisation horizontal (H)/vertikal (V) |
| -------------- | ------------------ | ---------- | ----------------- | --------------------- | ------------------- | -------- | ---------------------------------------- | ---------------------------------------- |
| 89,3           | Radio SRF 1        |            | SRF_1_ZH _SRF_1__ | 48B1 (regional), 43B1 | Zürich/Schaffhausen | 0,5      | ND                                       | H                                        |
| 99,6           | Radio SRF 2 Kultur |            | _SRF_2__/_Kultur_ | 43B2                  | –                   | 0,5      | ND                                       | H                                        |
| 104,7          | Radio SRF 3        |            | _SRF_3__          | 43B3                  | –                   | 0,5      | ND                                       | H                                        |

### Digitales Radio (DAB)
DAB wird in vertikaler Polarisation und im Gleichwellenbetrieb mit anderen Sendern ausgestrahlt.
| Block                      | Programme | ERP (in kW) | Antennendiagramm rund (ND), gerichtet (D) | Gleichwellennetz (SFN) |
| -------------------------- | --- | ----------- | ----------------------------------------- | --- |
| 7D SMC_D02 (SUI0001F)      | DAB-Block der SwissMediaCast: - Rete Tre (64 kbit/s DAB+) - Radio Eviva (64 kbit/s DAB+) - Radio Life Channel (64 kbit/s DAB+) - Energy Zürich (64 kbit/s DAB+) - Energy Basel (64 kbit/s DAB+) - Energy Bern (64 kbit/s DAB+) - Radio Maria (64 kbit/s DAB+) - Radio Argovia (64 kbit/s DAB+) - Radio Top (64 kbit/s DAB+) - Radio Central (64 kbit/s DAB+) - Radio 24 (64 kbit/s DAB+) - ERF Plus (64 kbit/s DAB+) - Radio Zürisee (64 kbit/s DAB+) - Radio Pilatus (64 kbit/s DAB+) - Vintage Radio (64 kbit/s DAB+) - Flashback FM (64 kbit/s DAB+) - Radio Central 2 (64 kbit/s DAB+) - Radio Melody (64 kbit/s DAB+) | 1,7         | ND                                        | - Aargau: Baden-Freienwil (Hörndli), Frick (Frickberg), Villigen (Geissberg), Wasserflue - Appenzell Ausserrhoden: Herisau (Ramsen), Schwellbrunn (Fuchsacker), Wildhaus (Säntis) - Bern: Adelboden (Wintertal), Adlemsried, Bern (Bantiger), Biel (Bözingenberg), Diemtigen (ufem Chrütz), Burgdorf-Oberburg (Rothöchi), Geissholz, Höfen (Beisseren), Huttwil (Hohfuren), Kandersteg (Büel), Langnau i.E. (Hirschmatt), Lauterbrunnen (Männlichen), Lenk-Metschstand (Hahnenmoos), Matten (Chlyne Ruuge), Saanen (Hornfluh), Zweisimmen (Heimersberg-Hüppiweid) - Basel-Land: Nenzlingen (Eggflue), Sissach (Metzenholden) - Basel-Stadt: Basel (St. Chrischona) - Freiburg: Fribourg (Hôpital) - Glarus: Engi (Lindenbodenberg), Linthal-Braunwald (Nussbüel-Schleimen), Sool (Trogsite) - Graubünden: Arosa-Dorf (Hinterwald), Davos-Dischma (Dorfberg), Klosters (Gotschnagrat), Medel-Curaglia (Vergera), Mon (Scarnoz), Morissen (San Carli), Trun (Axenstein 411), Valzeina (Mittagplatte), Versam (Uaul Scardanal) - Luzern: Geuensee (Höchweidwald), Schüpfheim (Vöglisbergegg), Sörenberg (Rischli), Willisau (Ankenloch) - Nidwalden: Engelberg-Wolfenschiessen (Stöck) - St. Gallen: Rüthi (Bismer), St. Gallen (Chirchli Peter und Paul), Strichboden, Wattwil (Chapf), Ziegelbrücke (Biberlichopf) - Schaffhausen: Altdorf (Ried), Osterfingen (Rossberg), Schaffhausen (Cholfirst), Schleitheim (Mattenhof-Birbiste) - Solothurn: Balsthal (Erzmatt), Olten (Engelberg), Solothurn-Oberdorf (Nesselboden) - Schwyz: Einsiedeln (Chummerweid), Oberiberg (Gadenstatt), Rigi (Kulm) - Thurgau: Bischofszell Sitterdorf (Pierchäller), Mammern (Seehalde), Sirnach (Sirnachberg Bärgholz), Weiningen (Haslibuck) - Uri: Amsteg-Gurtnellen (Unter Axeli), Andermatt (Bäzberg), Attinghausen (Schiltwald) - Zürich: Bülach (Eschenmosen), Bachtel Kulm, Steg-Fischenthal (Waldsberg), Winterthur (Brüelberg), Zürich (Uetliberg), Zürich (Zürichberg) - Deutschland: Bad Säckingen (Eggberg), Konstanz (Fernmeldeamt), Waldshut (Aarberg), Hohentengen (Wannenberg) - Österreich: Bregenz (Pfänder) |
| 9B SMC_D03 O-CH; (SUI4202) | DAB-Block der SwissMediaCast: - Radio L (64 kbps DAB+) - Option Musique (64 kbps DAB+) - Couleur 3 (64 kbps DAB+) - Swiss Jazz (64 kbps DAB+) - Swiss Classic (64 kbps DAB+) - Freundes-Dienst (64 kbps DAB+) - Radio Gloria (64 kbps DAB+) - Energy St. Gallen (64 kbps DAB+) - Radio FM1 (64 kbit/s DAB+) - Radio Munot (64 kbps DAB+) - Virgin Rock (64 kbps DAB+) - GOAT Radio (64 kbit/s DAB+) - Thaalam Thamil 1 (64 kbit/s DAB+) | 1,7         | ND                                        | - Appenzell Ausserrhoden: Herisau (Ramsen) - Graubünden: Valzeina (Mittagplatte) - St. Gallen: Altstätten (Hoher Kasten), Buchserberg (Hinterberg), Rüthi (Bismer), St. Gallen (Chirchli Peter und Paul), Strichboden, Wattwil (Chapf) - Schaffhausen: Altdorf (Ried), Osterfingen (Rossberg), Schaffhausen (Cholfirst), Schleitheim (Mattenhof-Birbiste) - Thurgau: Bischofszell Sitterdorf (Pierchäller), Mammern (Seehalde), Ottenberg, Sirnach (Sirnachberg Bärgholz), Weiningen (Haslibuck) - Deutschland: Konstanz (Fernmeldeamt) - Österreich: Bregenz (Pfänder) |
| 12C SRG SSR D01 (SUI0006A) | DAB-Block der SRG SSR: - Radio SRF 1 AG SO+ (64 kbit/s DAB+) - Radio SRF 1 BE FR VS+ (64 kbit/s DAB+) - Radio SRF 1 BS+ (64 kbit/s DAB+) - Radio SRF 1 GR+ (64 kbit/s DAB+) - Radio SRF 1 LU+ (64 kbit/s DAB+) - Radio SRF 1 SG+ (64 kbit/s DAB+) - Radio SRF 1 ZH SH+ (64 kbit/s DAB+) - Radio SRF 2 Kultur+ (96 kbit/s DAB+) - Radio SRF 3+ (72 kbit/s DAB+) - Radio SRF 4 News+ (56 kbit/s DAB+) - Radio SRF Musikwelle+ (72 kbit/s DAB+) - Radio SRF Virus+ (72 kbit/s DAB+) - RSI Rete Uno+ (72 kbit/s DAB+) - RTS Première (72 kbit/s DAB+) - Radio Rumantsch+ (72 kbit/s DAB+) - Radio Swiss Pop+ (64 kbit/s DAB+)  | 5           | ND                                        | - Aargau: Baden-Freienwil (Hörndli), Frick (Frickberg), Hellikon, Möriken-Wildegg (Chestenberg), Reuenthal (Ried), Rietheim, Villigen (Geissberg), Wasserflue - Appenzell Ausserrhoden: Herisau (Ramsen), Wildhaus (Säntis) - Basel-Land: Langenbruck, Läufelfingen, Liestal (Seltisberg), Nenzlingen (Eggflue), Sissach (Metzenholden), Waldenburg (Richtiflu), Ziefen (Chöpfli) - Basel-Stadt: Basel (St. Chrischona) - Bern: Adelboden (Wintertal), Bern (Bantiger), Biel-Magglingen (Evilard Hohmatt), Boltigen (Jaunpass chline Bäder), Brienz (Wellenberg), Burgdorf-Oberburg (Rothöchi), Chasseral, Diemtigen,(Zwischenflüh), Dornegg (Rütschelen), Eggiwil (Hinterer Girsgrat), Gadmen-Hopflauenen (Hopflauiwald), Heimenschwand (Buchholterberg Schafegg), Höfen (Beisseren), Ins (Schaltenrain-Fürstengräber), Kandersteg (Büel), Konolfingen (Neuhaus), Langnau im Emmental (Hirschmatt), Lauterbrunnen (Männlichen), Lenk-Metschstand (Hahnenmoos), Niederhorn, Saanen (Hornfluh), Wyssachen (Mösli), Zweisimmen (Heimersberg-Hüppiweid) - Freiburg: Flamatt (Sonnhalde Silo), Guggisberg (Gusteren Zollhaus), Gurmels (Cordast) - Glarus: Engi (Lindenbodenberg), Glarus (Bergli), Linthal-Braunwald (Nussbüel-Schleimen) - Graubünden: Valzeina (Mittagplatte) - Luzern: Escholzmatt (Wiggen Mittlist Äbnit), Geuensee (Höchweidwald), Schüpfheim (Vöglisbergegg), Sörenberg (Rischli), Willisau (Aegerten), Wolhusen - Nidwalden: Engelberg-Wolfenschiessen (Stöck) - Obwalden: Sarnen-Obstalden (Moosacher) - Schaffhausen: Altdorf, Bargen, Schaffhausen (Cholfirst), Schleitheim (Mattenhof-Birbiste), Thayngen (Wippel) - Schwyz: Einsiedeln (Chummerweid), Oberiberg (Gadenstatt), Rigi (Kulm) - Solothurn: Balsthal (Erzmatt), Grindel (Moretchopf), Mümliswil (Regenrain), Olten (Engelberg), Rodersdorf (Grundacker), Solothurn-Oberdorf (Nesselboden), Welschenrohr (Räckholderhube) - St. Gallen: Rüthi (Bismer), St. Gallen (Chirchli Peter und Paul), Mels-Weisstannen (Eggli), Pfäfers-Vättis (Vättnerberg-Geisegg), Rorschach, Wattwil (Chapf), Ziegelbrücke (Biberlichopf) - Thurgau: Bischofszell Sitterdorf (Pierchäller), Elgg (Schneitberg), Fischingen-Dussnang (Tolebärg), Mammern (Seehalde), Ottenberg, Sirnach (Sirnachberg Bärgholz), Weiningen (Haslibuck) - Uri: Andermatt (Bäzberg), Andermatt (Nätschen), Attinghausen (Schiltwald), Spiringen-Bürglen (Eggenbergli) - Wallis: Binn (Giesse), Ferden (Färdaried), Feschel (Wilerzälg), Gondo (Alpje), Leukerbad (Bodmen), Saas-Fee (Plattjen), Visperterminen (Gebidem), Zermatt (Riffelalp), Zwischbergen-Simplon (Feerberg) - Zürich: Bachtel Kulm, Bülach (Eschenmosen), Steg-Fischenthal (Waldsberg), Wildberg (Egg Drifurri), Winterthur (Brüelberg), Zürich (Uetliberg), Zürich (Zürichberg) - Deutschland: Bad Säckingen (Eggberg), Konstanz (Fernmeldeamt), Hohentengen (Wannenberg) - Österreich: Bregenz (Pfänder) |

### Digitales Fernsehen (DVB-T)
Der DVB-T Sendebetrieb wurde am 3. Juni 2019 eingestellt.
| Kanal | Frequenz (in MHz) | Multiplex | Programme im Multiplex                            | ERP (in kW) | Antennen- diagramm rund (ND) / gerichtet (D) | Polarisation horizontal (H) / vertikal (V) |
| ----- | ----------------- | --------- | ------------------------------------------------- | ----------- | -------------------------------------------- | ------------------------------------------ |
| 32    | 562               | SRG D01   | - SRF 1 - SRF zwei - SRF info - RTS Un - RSI LA 1 | 2,6         | D (260–80°)                                  | V                                          |

### Analoges Fernsehen (PAL)
Vor der Umstellung auf DVB-T diente der Sendestandort auch für analoges Fernsehen:
| Kanal | Frequenz (MHz) | Programm | ERP (kW) | Sendediagramm rund (ND)/ gerichtet (D) | Polarisation horizontal (H)/ vertikal (V) |
| ----- | -------------- | -------- | -------- | -------------------------------------- | ----------------------------------------- |
| 47    | 679,25         | SF 1     | 8,3      | D                                      | H                                         |
| 50    | 703,25         | SF zwei  | 8,3      | D                                      | H                                         |
| 60    | 783,25         | TSI 1    | 7,1      | D                                      | H                                         |